# Tuy Hóa
Tuy Hoá (绥化市) là một địa cấp thị tỉnh Hắc Long Giang, Cộng hòa Nhân dân Trung Hoa. 

## Các đơn vị hành chính
Địa cấp thị Tuy Hóa quản lý các đơn vị cấp huyện sau:

### Các quận nội thành
Các quận sau:
- Bắc Lâm (北林区)

### Cácthành phố cấp huyện
- An Đạt (安达市)
- Triệu Đông (肇东市)
- Hải Luân (海伦市)

### Các huyện
Các huyện:
- Tuy Lăng (绥棱县)
- Lan Tây (兰西县)
- Minh Thủy (明水县)
- Thanh Cương (青冈县)
- Khánh An (庆安县)
- Vọng Khuê (望奎县)